# Astrophytum
Astrophytum és un gènere de cactus amb 4 espècies natives del sud dels Estats Units, Texas i Mèxic.

## Descripció
Die Arten der Gattung Astrophytum wachsen meist einzeln mit kugel- bis säulenförmigen, grünen Trieben und erreichen Wuchshöhen von bis zu 1,5 Meter. Oft sind die Triebe dicht mit feinen weißen Haarbüschelchen besetzt, manchmal sind sie jedoch auch vollständig kahl. Es sind vier bis zehn (selten auch nur drei) sehr auffällige Rippen vorhanden, die nicht in Höcker untergliedert sind. Die großen Areolen stehen eng beieinander, gehen jedoch nicht ineinander über. Die Bedornung ist sehr variabel. Dornen können vorhanden sein oder aber gänzlich fehlen.
Les espècies del gènere Astrophytum solen créixer individualment amb tiges esfèriques a columnars i verdes i assoleixen altures de fins a 1,5 metres. Sovint, les tiges estan densament cobertes amb tufs de cabell blanc, de vegades també són completament calbs. Hi ha entre quatre i deu (poques vegades només tres) costelles molt prominents, que no es divideixen en bumps. Les grans arèoles estan molt juntes, però no es fusionen entre si. Les espines són molt variables. Les espines poden estar presents o absents
Les flors són grans en forma d'embut són grogues o grogues amb gola vermella. Apareixen a l'àpex dels brots i obren durant el dia. El seu pericarpi està cobert amb escales afilades. Les llavors amb forma de cap tenen diàmetres de fins a 2,5 mil·límetres. La seva capa de llavors negra pàl·lida és gairebé suau. La vora està enrotllada a l'hilum enfonsat.

## Taxonomia

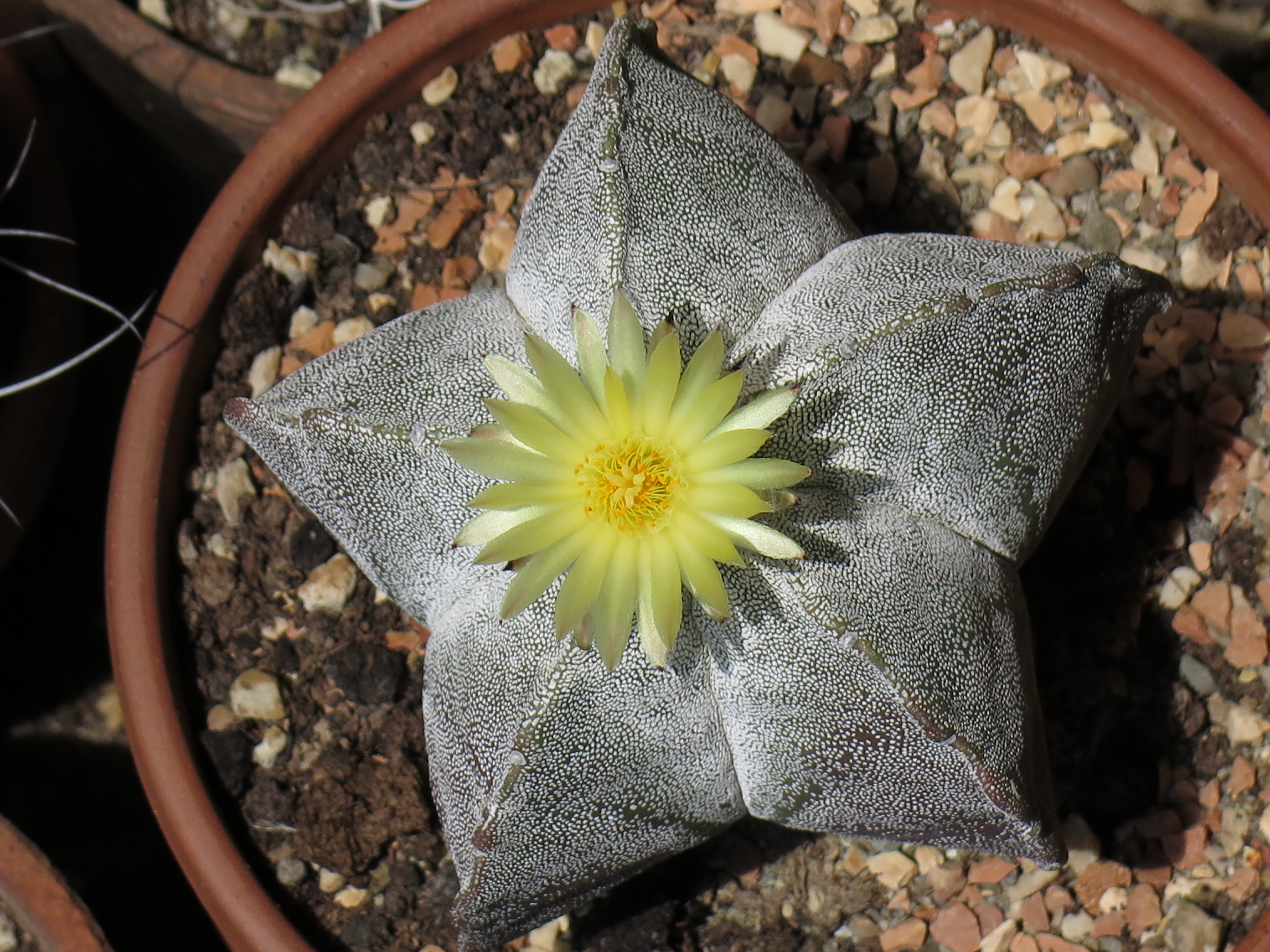
Astrophytum myriostigma

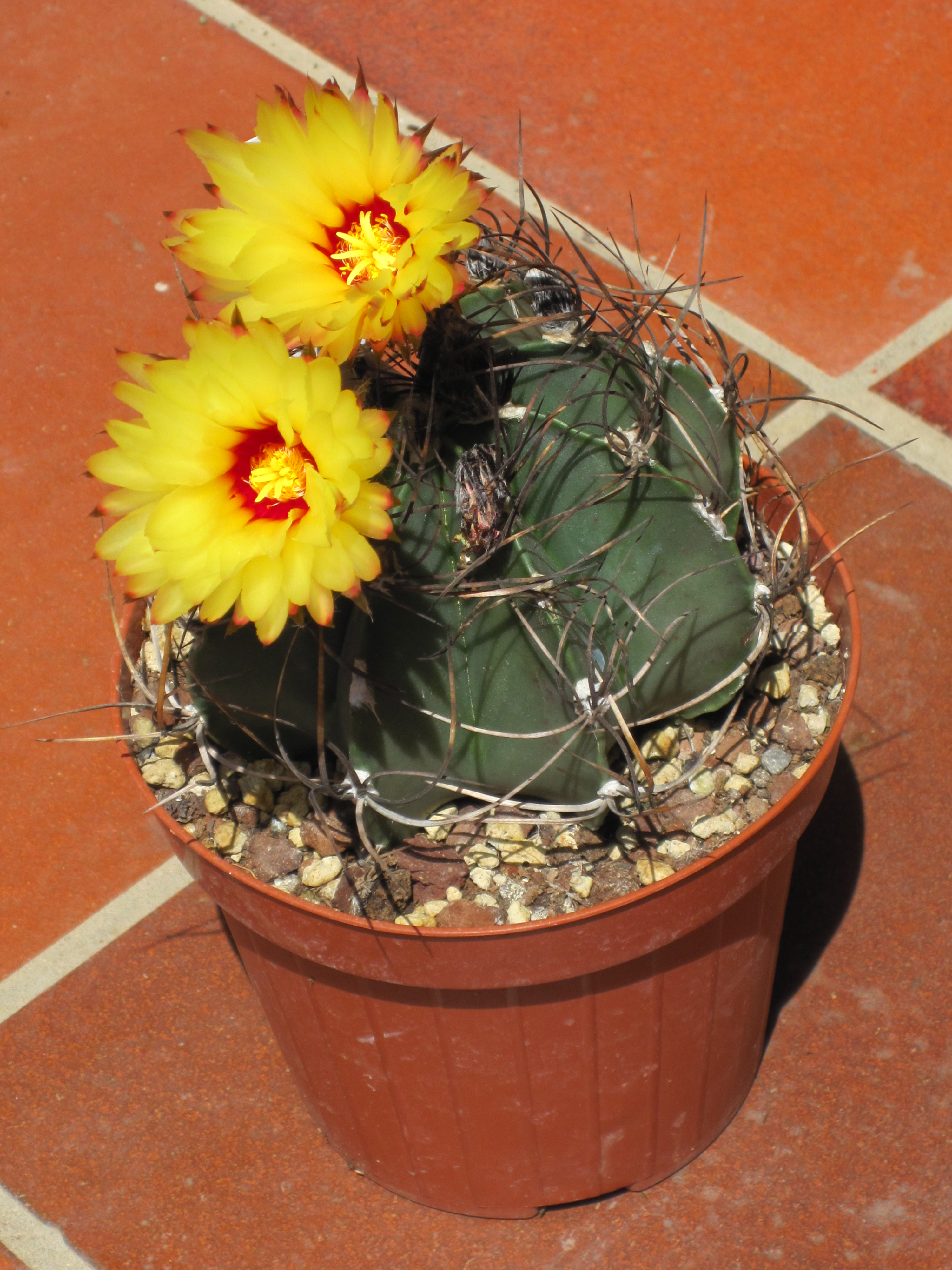
Astrophytum capricorne

El gènere va ser descrit per Charles Lemaire i publicat a Cactearum Genera Nova Speciesque Novae 3–6. 1839.
Etimologia
Astrophytum: nom genèric que significa "planta amb forma d'estrella", forma que és particularment notable en l'espècie tipus, Astrophytum myriostigma.
- Astrophytum asterias
- Astrophytum capricorne
- Astrophytum caput-medusae
- Astrophytum coahuliense .
- Astrophytum myriostigma
- Astrophytum ornatum

## Sinonímia
- Astrophyton Lawr., orth. var.
- Digitostigma Velazco & Nevárez
- Maierocactus E.C.Rost